# Holbeinpferd

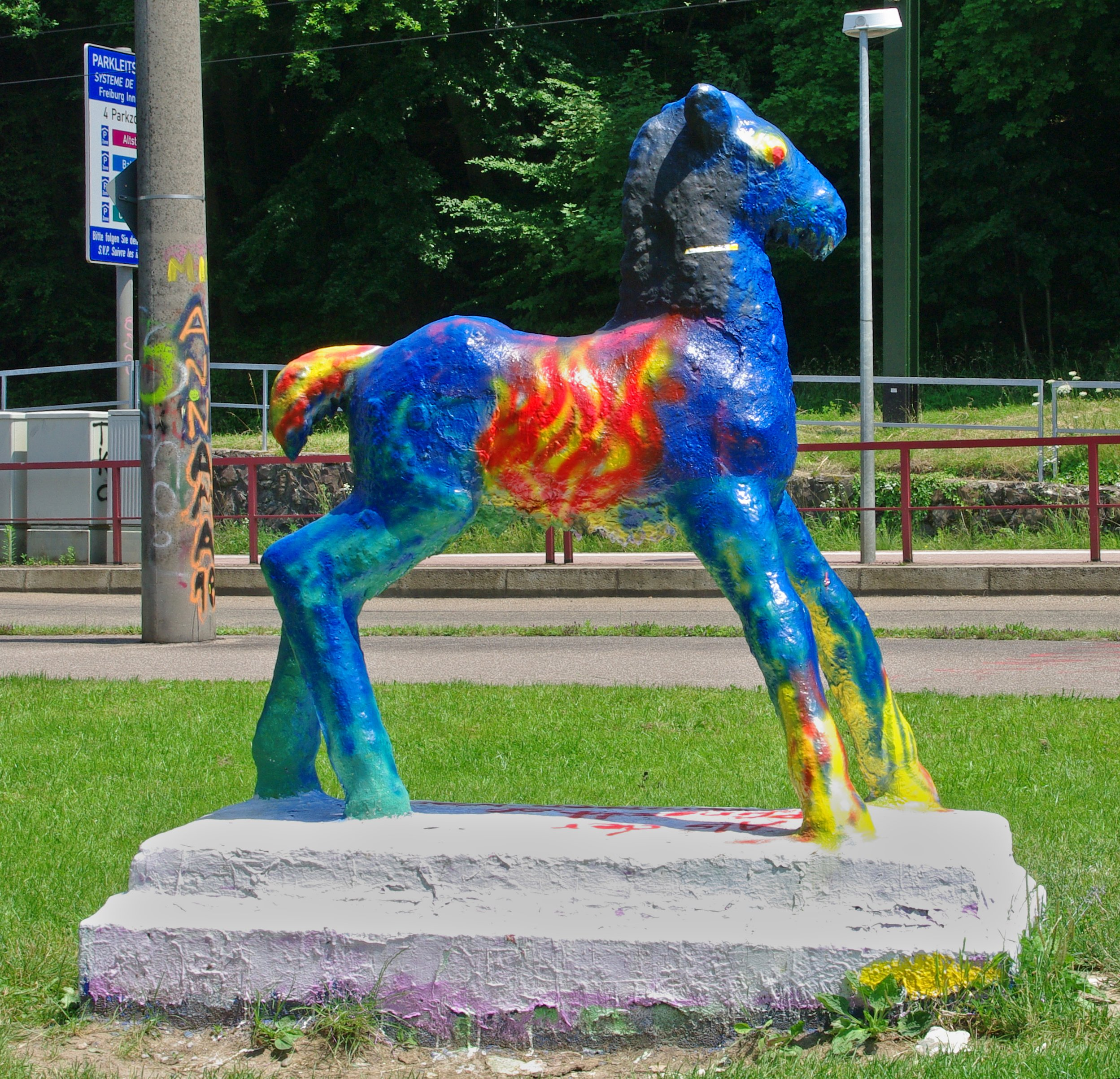
La escultura en una fotografía del 26 de junio de 2010

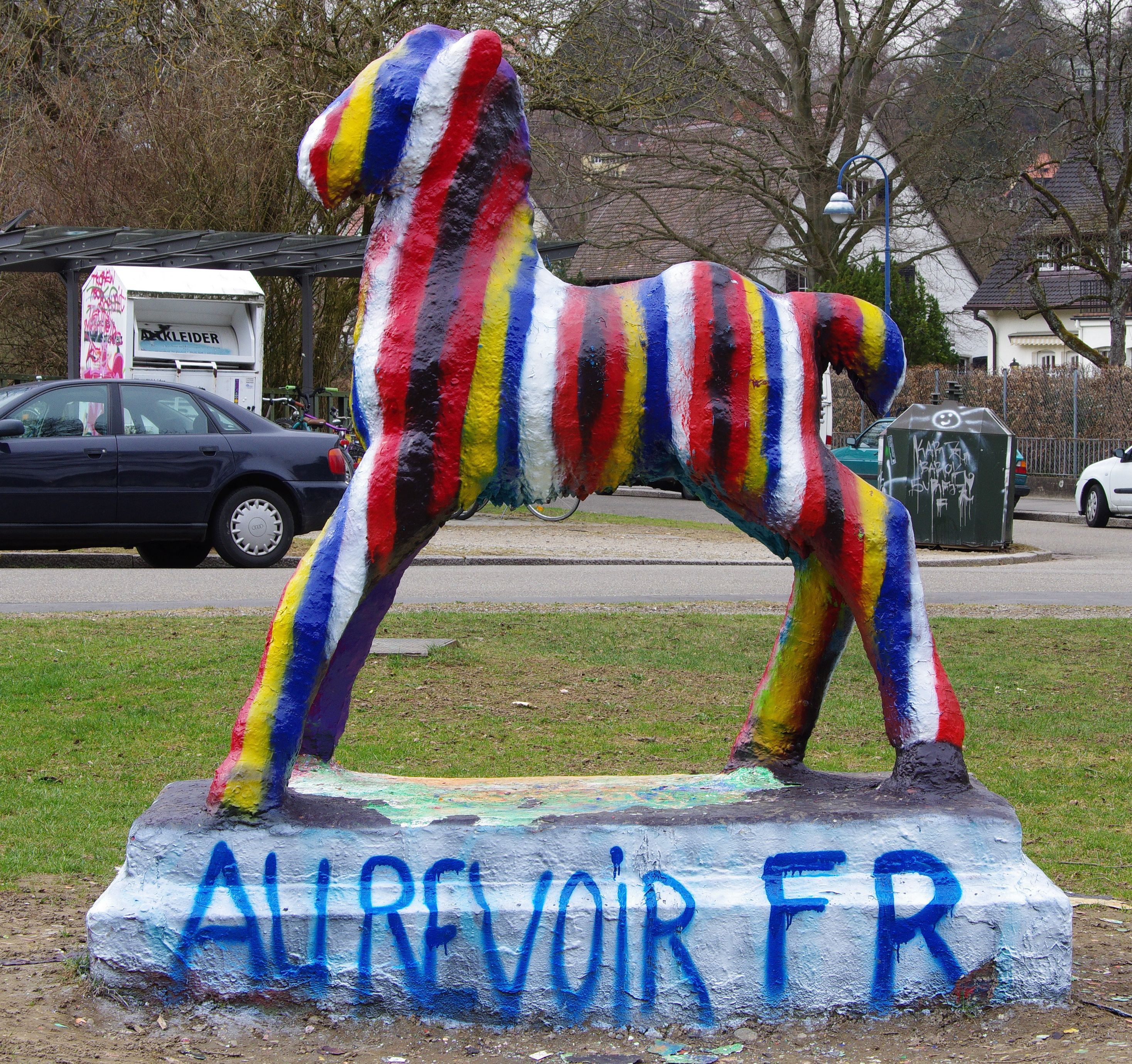
La escultura en una fotografía del 17 de marzo de 2012

Holbeinpferd es el nombre coloquial de la escultura de un caballo (en alemán: Pferd) en el barrio Wiehre  de Friburgo de Brisgovia en Baden-Wurtemberg, Alemania. La escultura de hormigón de un potro fue creada en 1936 por el escultor Werner Gürtner. Es 1,90 m de largo y alto y pesa casi una tonelada. Lo que la hizo conocida es el hecho de que desde alrededor de 1980 es pintada a menudo por la noche.